# Войтюк, Аркадий Аркадьевич
Арка́дий Арка́дьевич Войтю́к (род. 17 февраля 1989, Ковель, Волынская область, Украина) — украинский певец и автор песен. Участник юмористической команды КВН «VIP-Тернополь» и музыкальной группы «ВИА Кипяток».

## Биография
Родился 17 февраля 1989 года в Ковеле. В 2006 году окончил школу с золотой медалью. Учился в Тернопольском государственном медицинском университете. Отец — Аркадий Аркадьевич Войтюк, известный врач в Ковеле.
2008 победил в конкурсе бардовской песни на Волыни и Ровенщине. Вскоре был приглашён в команду КВН VIP-Тернополь, с которой стали финалистами ВУЛ, Кубка Президента, победителями многих украинских лиг и чемпионами Бойцовского Клуба от 95-го квартала. В 2011 стал финалистом украинского талант-шоу «X-Фактор», где его наставницей была Ёлка.
В 2012 году выпустил свой первый англоязычный сингл Let Me Free, который сразу же вошел в ротацию главных радиостанций страны.
2013 Аркадий Войтюк стал финалистом конкурса «Новая волна — 2013», где представлял Украину. Выпустил видеоклип на песню «Мамо», которая звучала на главных музыкальных каналах Украины. После этого вышла песня «Все хорошо есть».
2014 стал номинантом всеукраинской музыкальной премии «Yuna» в номинации «Открытие года». В свет вышел первый альбом Аркадия Войтюка под названием G7. В 2016 году участвовал в полуфинале национального отбора песенного конкурса «Евровидение 2016».
В 2017 году вместе с коллегами по команде «VIP Тернополь» Тарасом Стадницким и Виктором Гевко создал группу «ВИА Кипяток». В начале июня 2017 года группа выпустила дебютную песню «Выпускной».

## Дискография

### Альбомы
- 2017 — «G7»

### Авторские песни
| Год  | Название                                |
| ---- | --------------------------------------- |
| 2008 | «Покоя не имею»                         |
| 2008 | Танец под дождем                        |
| 2008 | «Прости»                                |
| 2012 | «Too Late» (радиосингл)                 |
| 2013 | Let Me Free (сингл)                     |
| 2013 | Your Eyes, Your Smile (радиосингл)      |
| 2013 | «Мама» (сингл)                          |
| 2013 | "Все хорошо есть! « (сингл)             |
| 2013 | „Круто“ (сингл)                         |
| 2014 | » Алло, алло… 2017 (сингл)              |
|      | «Письмо солдата»                        |
|      | «Она»                                   |
|      | «Ты не забывай»                         |
|      | «I Love You»                            |
|      | «Дай мне шанс»                          |
| 2015 | Корабль                                 |
| 2016 | «Она» (2016)                            |
| 2016 | «Все в тебе»                            |
| 2017 | «Выпускной» (в составе ВИА Кипяток)     |
| 2018 | «Синяя полоска» (в составе ВИА Кипяток) |

### Синглы
| 2013 — Let Me Free |
| --- |
| Let Me Free — песня Аркадия Войтюка, вышедшая как второй сингл после Too Late. Песня была впервые представлена в начале 2013 года под псевдонимом Addy V. Официального видео снято не было. Осенью 2015 года вышло видео к песне, показывающее отдых певца с супругой на Кипре. По тексту песни главный герой не желает быть естественным явлением или знаменитой личностью и на все находит свои причины. Главным желанием является свобода, с помощью которой можно обрести счастье. |

| 2013 — Мама |
| --- |
| «Мама» — песня Аркадия Войтюка, ставшая четвёртым синглом. Песня была написана в начале 2013 года. В июле того же года певец представил Украину с этой композицией на конкурсе «Новая волна» на третьем этапе конкурса, что позволило ему с последней позиции переместиться на 15-ю (сама песня набрала 112 судейских баллов). Песню Аркадий посвятил матери и всем остальным мамам. Видеоклип 30 июня 2013 на официальной странице Аркадия Войтюка в YouTube был загружен клип к песне «Мамо». На видео показано, как певец собирается навестить маму, но не успевает на поезд, и потому решает идти пешком. Большая часть видео была отснята с эффектом черно-белого цвета, который переплетается с цветными кадрами видео матери и ребенка. В съемках клипа приняла участие мать Аркадия Войтюка, которую он пригласил вместо актрисы. Сам Аркадий прокомментировал свой выбор следующим образом: - Я хочу передати глядачам правду. Актриса, яка спочатку грала мою маму - дуже крута! Але я все одно ніяк її не можу любити і посміхатися так щиро, як своїй рідній мамі! |

## Клипы
| Год  | Название                               | Ссылки |
| ---- | -------------------------------------- | ------ |
| 2013 | «Мама»                                 |        |
| 2013 | «Письмо солдата» (акустическая версия) |        |
| 2013 | «Круто»                                |        |
| 2014 | «Алло, Алло»                           |        |
| 2015 | «Корабль»                              |        |
| 2015 | Let Me Free (home video)               |        |
| 2016 | «Она» (2016)                           |        |
| 2016 | «Война» (2016)                         |        |